# Prefektura Tokushima
Prefektura Tokushima (jap. 徳島県 Tokushima-ken) – prefektura na wyspie Sikoku (Shikoku) w Japonii. Stolicą i jej największym miastem jest Tokushima. Prefektura Tokushima ma dostęp do Morza Wewnętrznego oraz do Oceanu Spokojnego połączonych cieśniną Naruto. Graniczy z trzema pozostałymi prefekturami wyspy Sikoku.

## Historia
W zamierzchłej przeszłości region obecnej prefektury podzielony był na dwie części: północną – o nazwie Awa-no-kuni czyli „kraina prosa” (粟国), ze względu na uprawę tego rodzaju zboża i południową – o nazwie Naga-no-kuni czyli „długi kraj” (長国). Po połączeniu obu krain w ramach reform Taika w połowie VII w., powstała jedna, o wspólnej nazwie Awa-no-kuni, ale pisanej inaczej: 阿波国.
W latach 1192–1333 władzę nad Awa sprawowały dwa klany: Ogasawara i Sasaki. W XIV wieku wyparł ich ród Hosokawa, który sprawował tam władzę, aż do wybuchu wojny Ōnin (1467–1477), kiedy to region Awa przejął ród Miyoshi.
Czasy po wojnie Ōnin były dla Awa niespokojne – już kilka lat po niej ród Miyoshi został wypędzony, a władzę nad całą wyspą Sikoku przejął ród Chōsokabe, który w 1585 roku poniósł klęskę w wojnie z Hideyoshim Toyotomi dążącym do „zjednoczenia” kraju. Wkrótce po tym władcą Awa został daimyō Iemasa Hachisuka (1558–1639). Jego ród, prowadzący spokojną politykę, rządził regionem przez następne 300 lat.
Za czasów rządów Hachisuka region ten osiągnął swój „złoty wiek”. Produkty z Awa, jak sól, czy specjalna odmiana cukru (wasanbon-tō, wasanbon, wa-sanbon), wytwarzana tylko tam, zasłynęły w Japonii swoją wysoką jakością. 
Hachisuka przenieśli stolicę Awa do miasta Tokushima i wznieśli tam swój zamek, po którym pozostały już tylko ruiny.
W 1868 roku, w wyniku reform okresu Meiji, tereny dawnego Awa stały się prefekturą Tokushima. Ród Hachisuka zakończył swoje rządy w 1880 roku.

## Miasta
Miasta prefektury Tokushima powyżej 50 tys. ludności (市 shi):

- Anan
- Awa
- Komatsushima
- Mima
- Miyoshi
- Naruto
- Tokushima
- Yoshinogawa

## Atrakcje turystyczne
Turystów przyciągają ogromne wiry wodne w relatywnie wąskiej cieśninie Naruto, dzielącej wyspy Awaji i Sikoku. Są one powodowane przez wyjątkowy układ dna cieśniny i pływy morskie, które dwa razy dziennie przenoszą ogromne ilości wody do/z Morza Wewnętrznego. Wiry nie są niebezpieczne dla łodzi i można je oglądać z bliska w czasie specjalnych rejsów wycieczkowych, ale także z zamkniętego chodnika-pomostu biegnącego pod mostem ze szklanymi oknami w podłodze. Most Ōnaruto-kyō ponad cieśniną wzniesiono w 1988 roku. Jest on jednym z najdłuższych mostów wiszących na świecie (1629 m).
Na terenie prefektury znajduje się Quasi-Park Narodowy Tsurugi-san rozciągający się wokół góry Tsurugi (1995 m). Należą do parku doliny: Iya, Ōboke i Koboke. Dwie ostatnie to wąskie przełomy na rzece Yoshino (194 km długości).
W prefekturze znajduje się ponad 20 świątyń buddyjskich z 88 zaliczanych do szlaku pielgrzymkowego (Shikoku-henro) o długości ok. 1200 km, wiodącego do czczonych miejsc, w których przebywał i studiował mnich Kūkai (Kōbō Daishi, 774–835), jedna z największych postaci japońskiego buddyzmu shingon. Pierwszą świątynią pielgrzymki jest Ryōzen-ji w Naruto.
Dużą atrakcją turystyczną w prefekturze Tokushima jest festiwal tańca awa-odori, odbywający się co roku w połowie sierpnia w wielu miejscach.
Górzysty region Nishi-Awa jest położony w centrum Sikoku. W niektórych miejscach na bardzo stromych zboczach (do 40 stopni) od 400 lat uprawia się różne rośliny, np. grykę. Zbocza nie są przekształcane w pola tarasowe, ale są zabezpieczane przed osuwaniem specjalnym rodzajem traw. „System rolnictwa o stromych zboczach w Nishi-Awa” został wyznaczony jako pierwszy japoński system dziedzictwa rolniczego. Przez swoją odmienność jest ten region atrakcją turystyczną.

## Kultura
Otwarte w 1998 roku Otsuka Art Museum (Ōtsuka Kokusai Bijutsukan) w mieście Naruto to największa stała wystawa w Japonii (powierzchnia całkowita 29 412 m²), w której znajdują się pełnowymiarowe reprodukcje arcydzieł sztuki zachodniej od starożytności po czasy współczesne, wykonane specjalną techniką na dużych płytach ceramicznych w rozmiarach identycznych z oryginalnymi dziełami. Kolekcja obejmuje ponad 1000 dzieł wybranych ze 190 muzeów w 26 krajach, w tym przykłady twórczości: Michała Anioła (1475–1564), El Greco (1541–1614), Goi (1746–1828), Moneta (1840–1926), Picassa (1881–1973). Prezentuje także reprodukcje ołtarzy, grobowców i całych sal, takich jak wnętrze Kaplicy Sykstyńskiej.

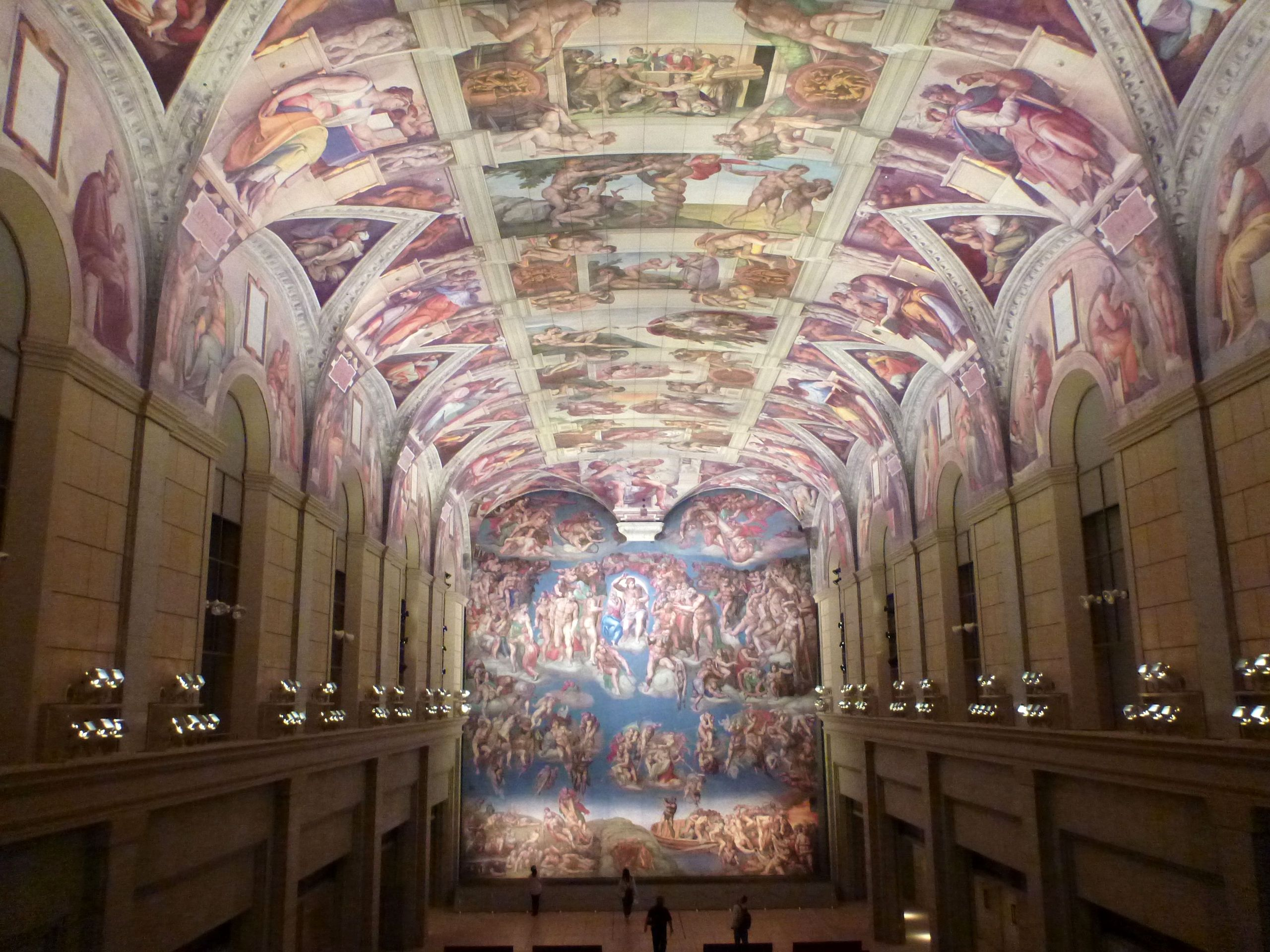
Otsuka Museum of Art, odtworzona Kaplica Sykstyńska
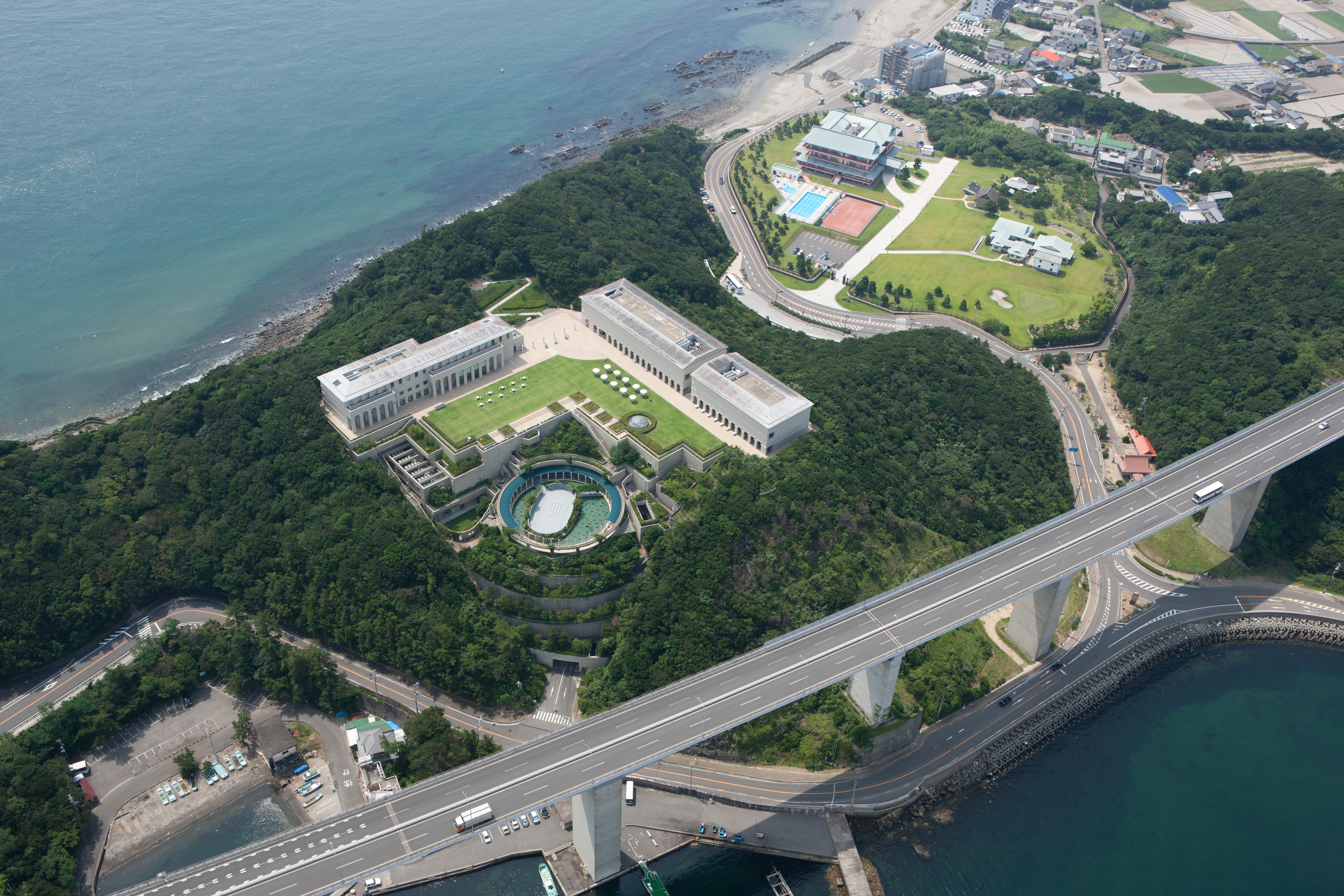
Widok z lotu ptaka
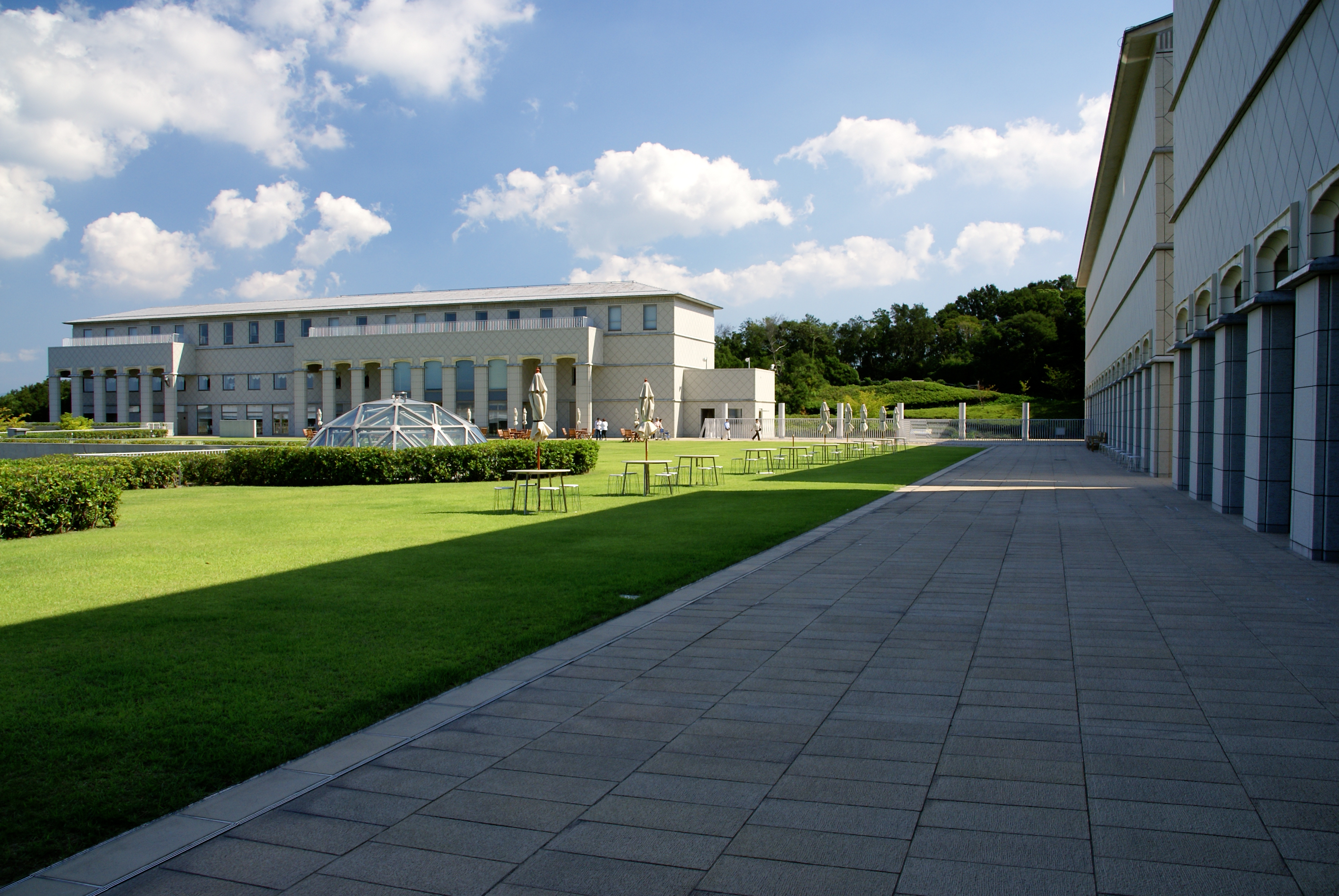
Widok z zewnątrz
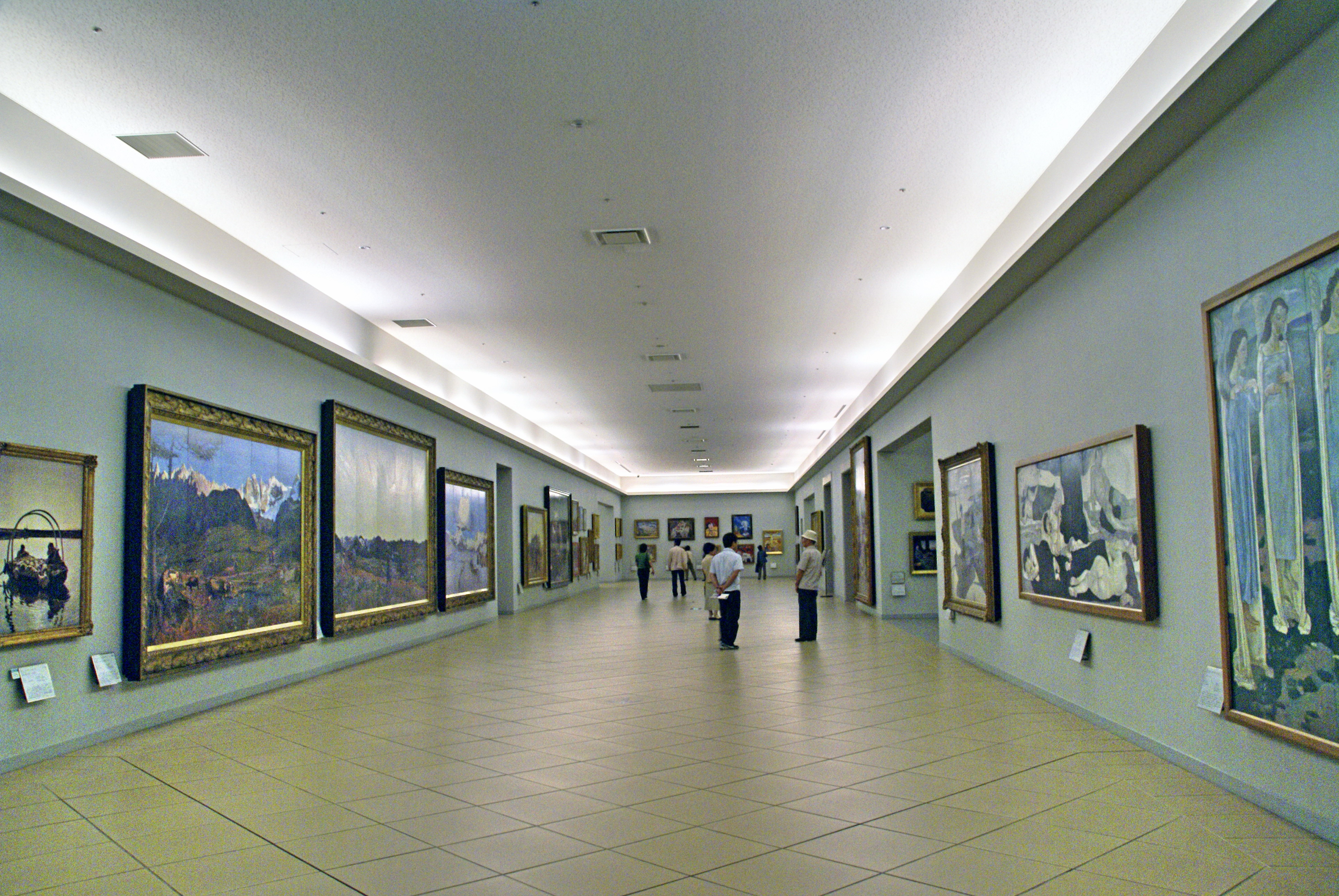
Sala wystawowa

Awa Odori Festival Hall (Awa Odori Kaikan) w mieście Tokushima to obiekt dla turystów (m.in. codzienne pokazy tańca, możliwość jego nauki), który prezentuje awa-odori, jedną z tradycyjnych sztuk scenicznych w Japonii. Festiwal odbywa się co roku między 12 a 15 sierpnia.

## Rzemiosło tradycyjne
- W prefekturze wytwarzane są tradycyjne latawce yakko-dako, przedstawiające postać sługi (zwłaszcza sługi samuraja) z okresu Edo (1603–1868) w postawie z rozpostartymi ramionami. Projekt latawców powstał prawdopodobnie pod wpływem tańca awa-odori[10].

- Produkcja japońskiego papieru czerpanego istnieje w tym regionie od końca XVI wieku, gdy władca Tokushimy objął swoim patronatem uprawę morwy papierowej (Broussonetia papyrifera)[11].

- Naczynia ceramiczne ōtani początkowo służyły dla przemysłu farbiarskiego indygo i były bardzo duże. Są one wytwarzane od ponad 200 lat przy użyciu specjalnej techniki, stosowanej do dziś. Przy formowaniu ceramiki o dużych rozmiarach stosuje się metodę ne-rokuro („leżące koło garncarskie”), która polega na pracy w parach. Jeden pracownik kształtuje glinę, a drugi leżąc na podłodze, napędza koło stopą[12][5].

- Produkcję tkaniny o nazwie shijira oficjalnie uznano w 1978 roku za tradycyjne rzemiosło narodowe. W procesie wytwarzania wykorzystuje się nić farbowaną indygo. Tkanina charakteryzuje się nierówną powierzchnią (shibo) i miękką fakturą. Ubrania z tego niedrogiego, lekkiego i chłodnego materiału bawełnianego były popularne m.in. wśród rolników w okresie Edo[13].

## Słynne uprawy
- Tokushima produkuje prawie całe naturalne indygo używane w Japonii do barwienia, a także bogatą gamę gotowych tekstyliów w tym kolorze[14].
- Od czasów starożytnych w regionie uprawiane są owoce cytrusowe o nazwie sudachi, które służą głównie jako przyprawa. Ich ostry, kwaśny sok, mieszany np. z wasabi poprawia smak potraw sashimi i grzybów matsutake. Są używane w luksusowych restauracjach w stylu japońskim. Tokushima wytwarza 97% sudachi całej produkcji kraju[15][16].

## Galeria

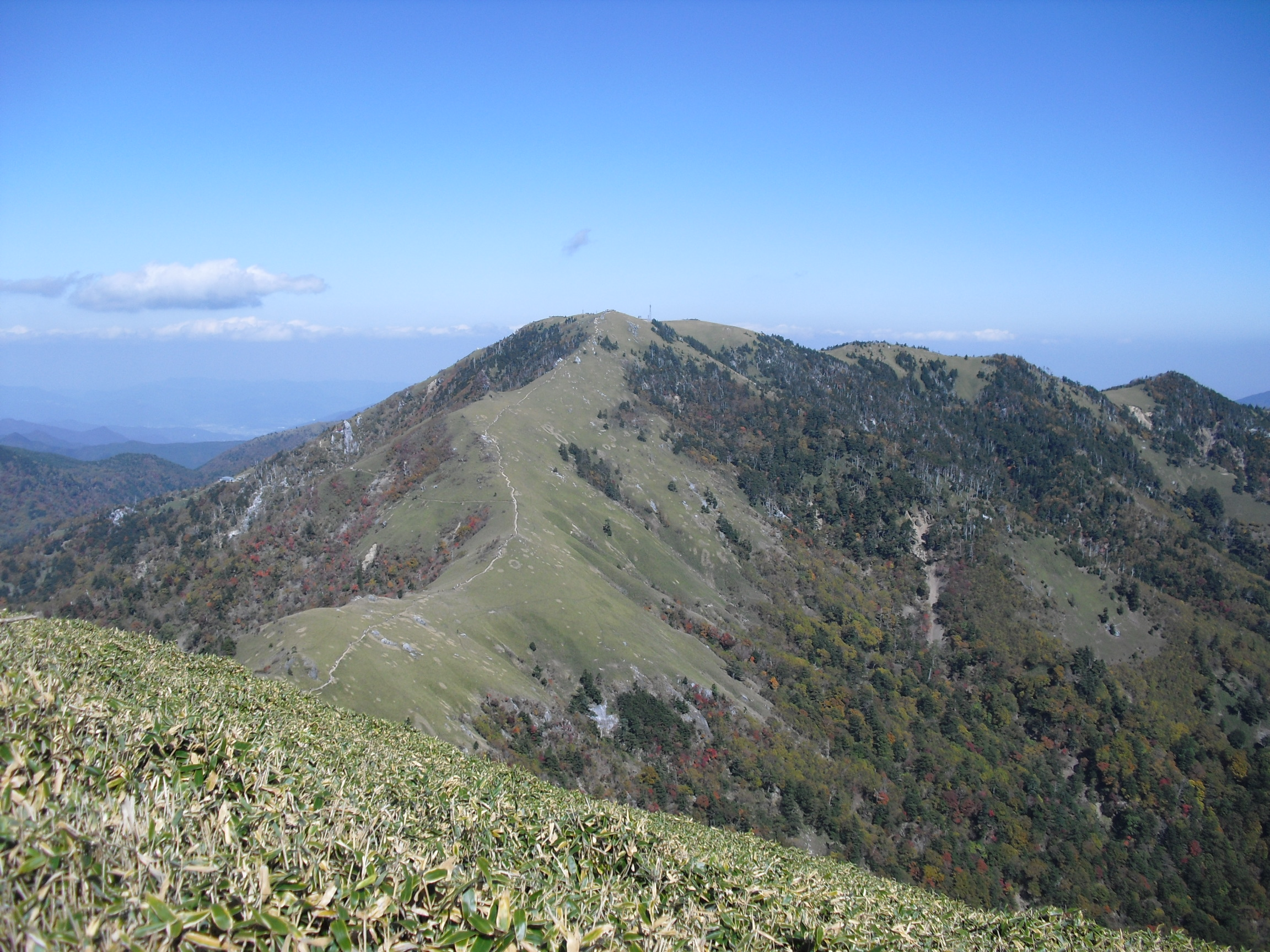
Góra Tsurugi
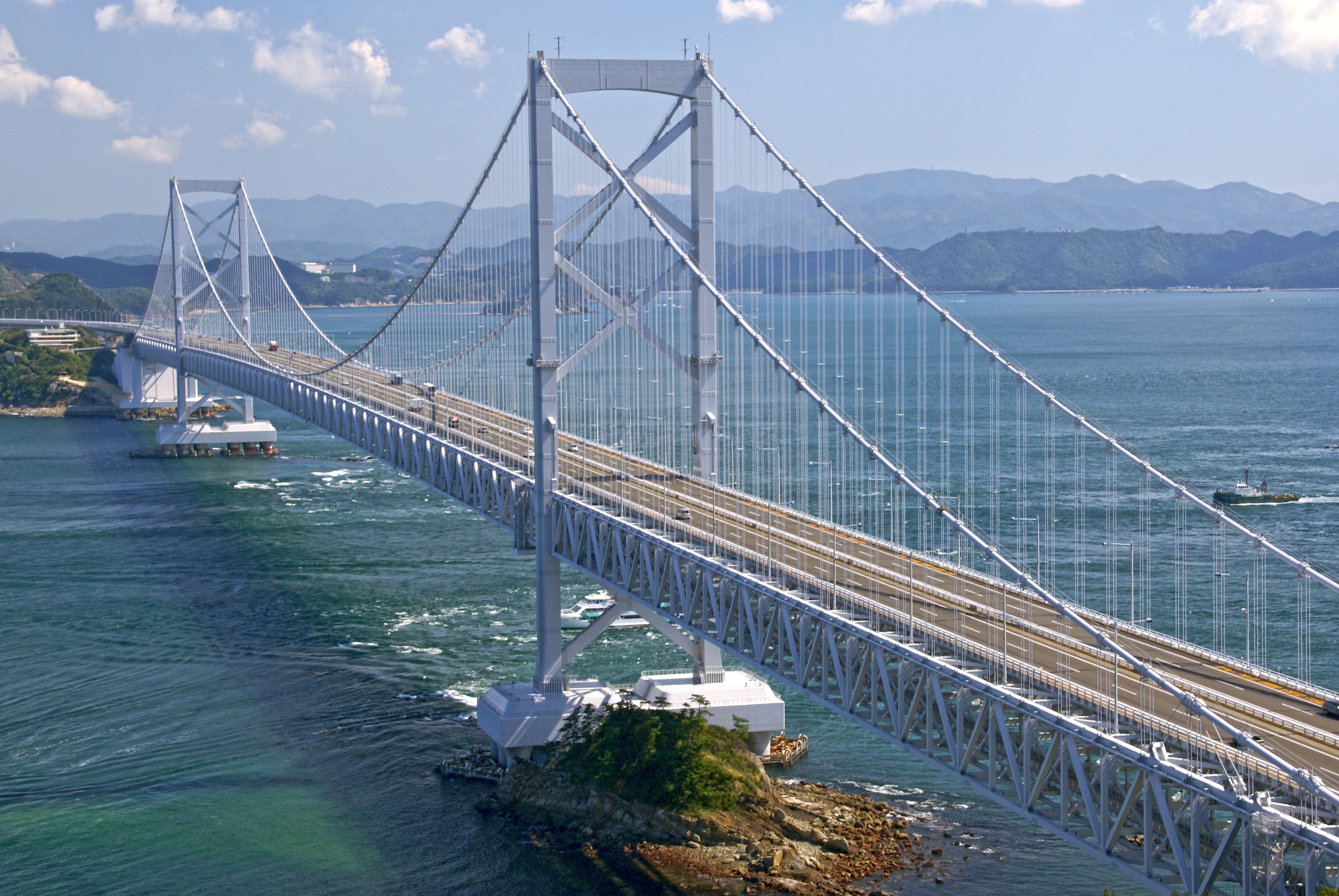
Most nad cieśniną Naruto (łączy wyspy Awaji i Sikoku)
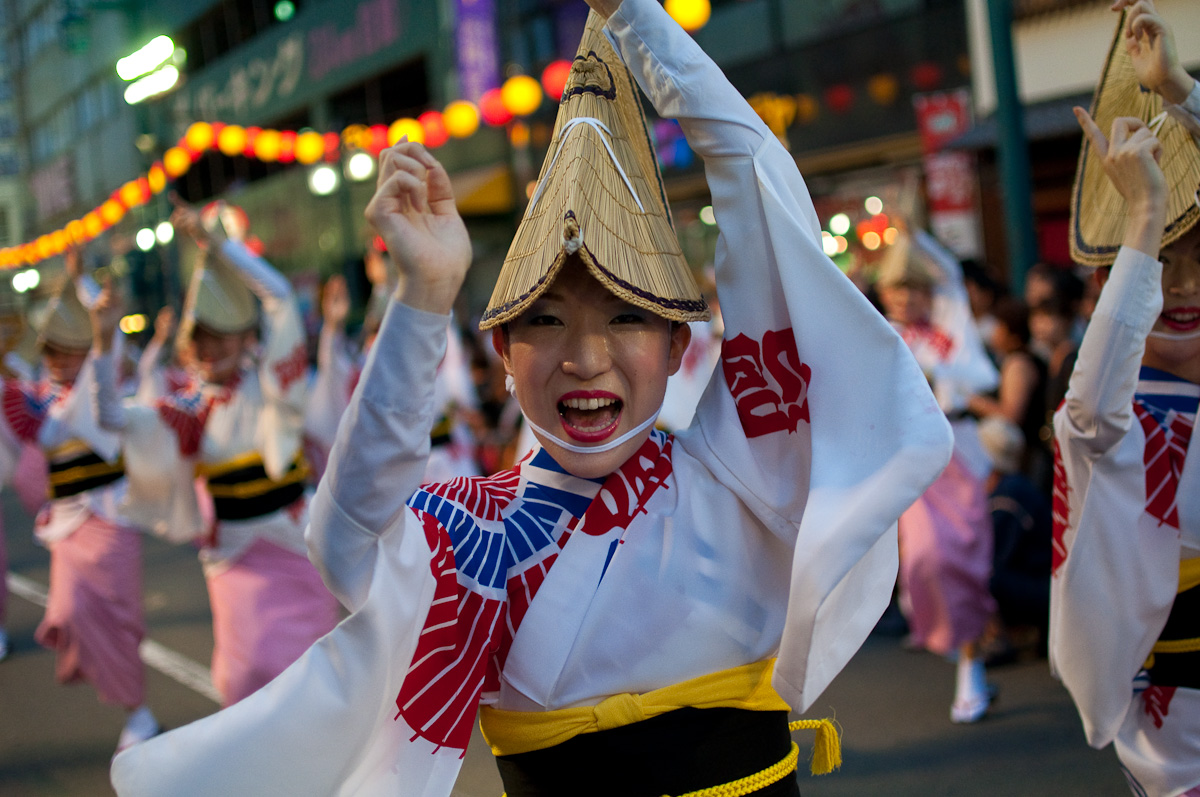
Festiwal tańca awa-odori (Tokushima 2009)
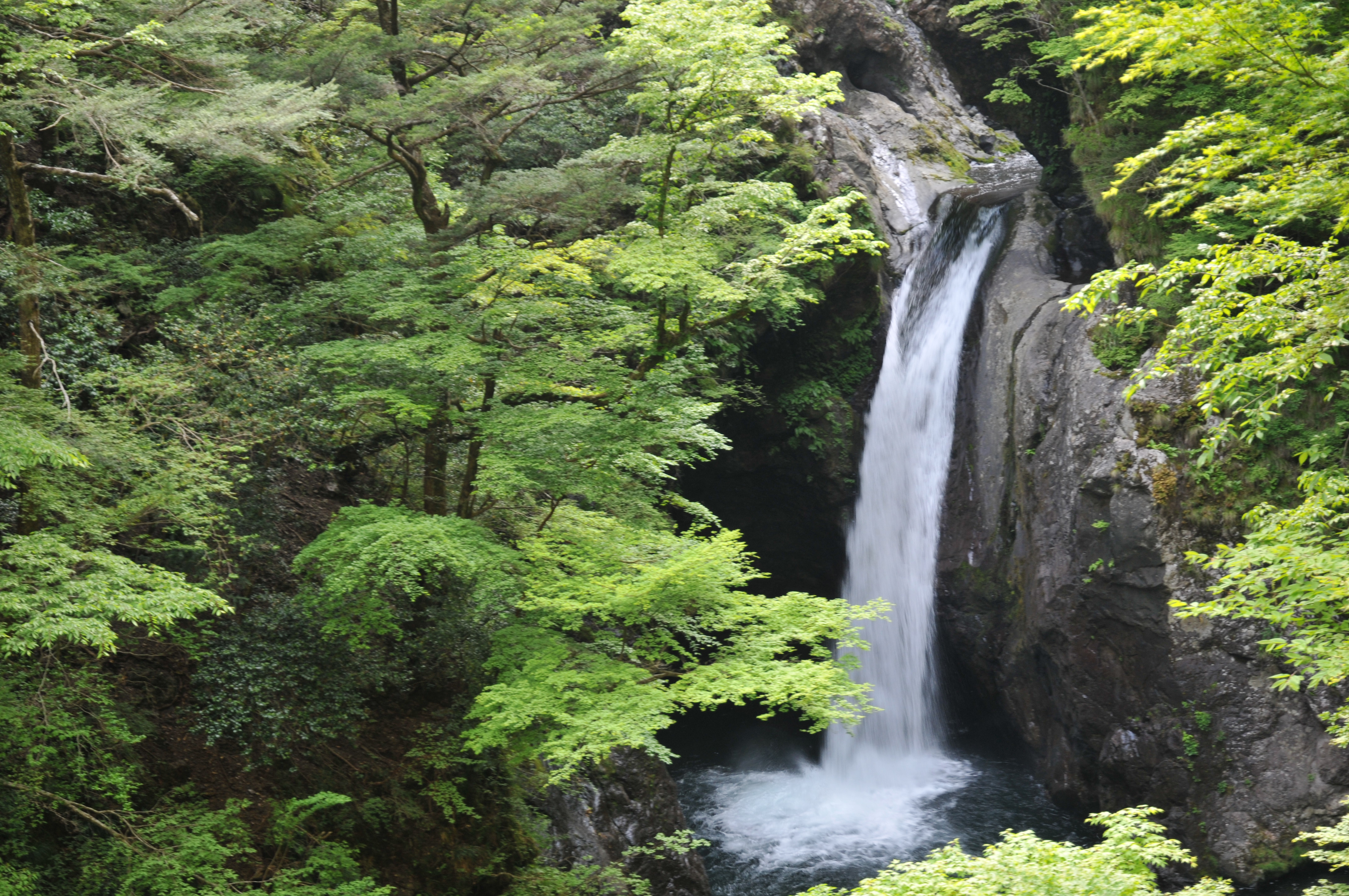
Jeden z wodospadów Ōgama
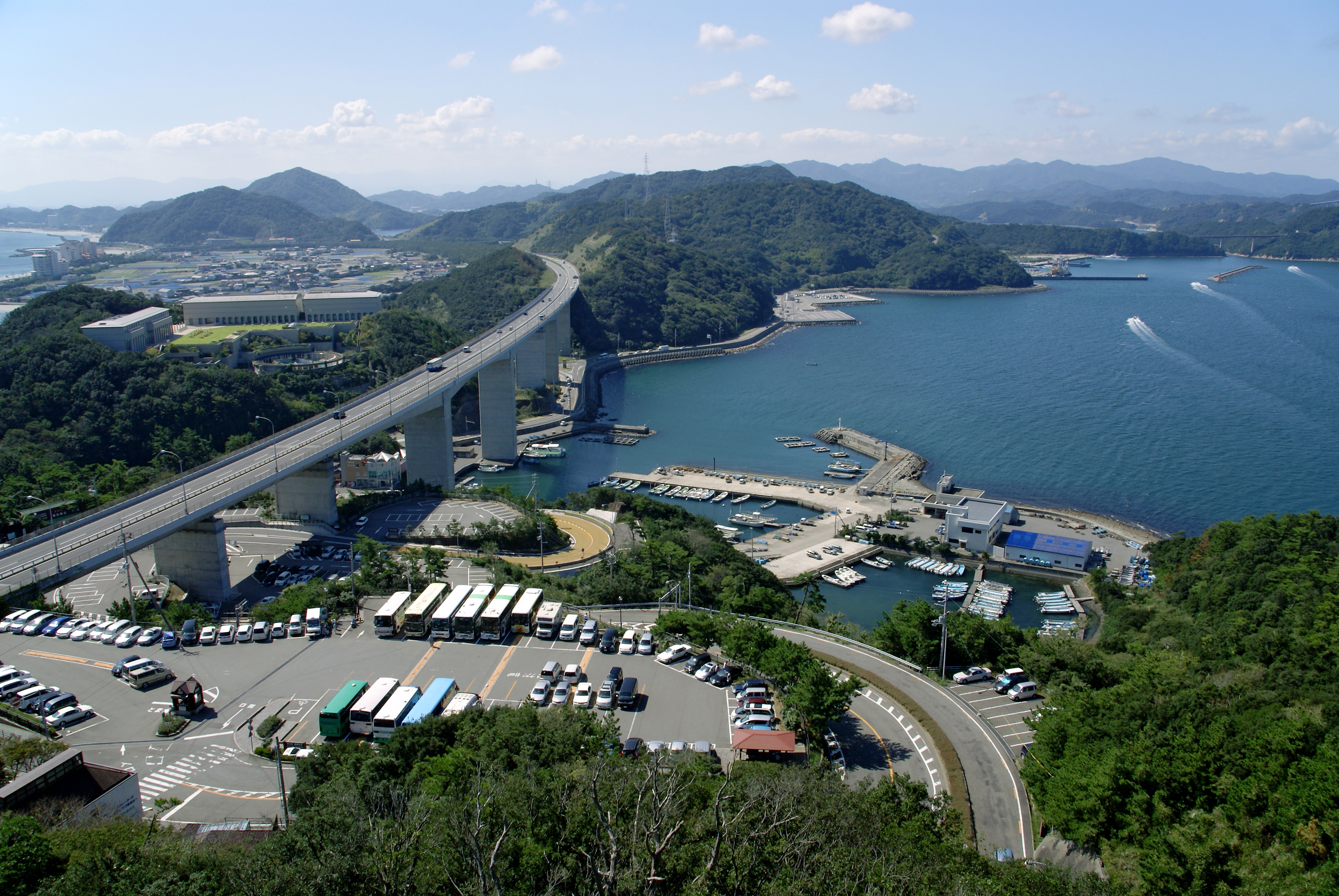
Port Kameura w Naruto
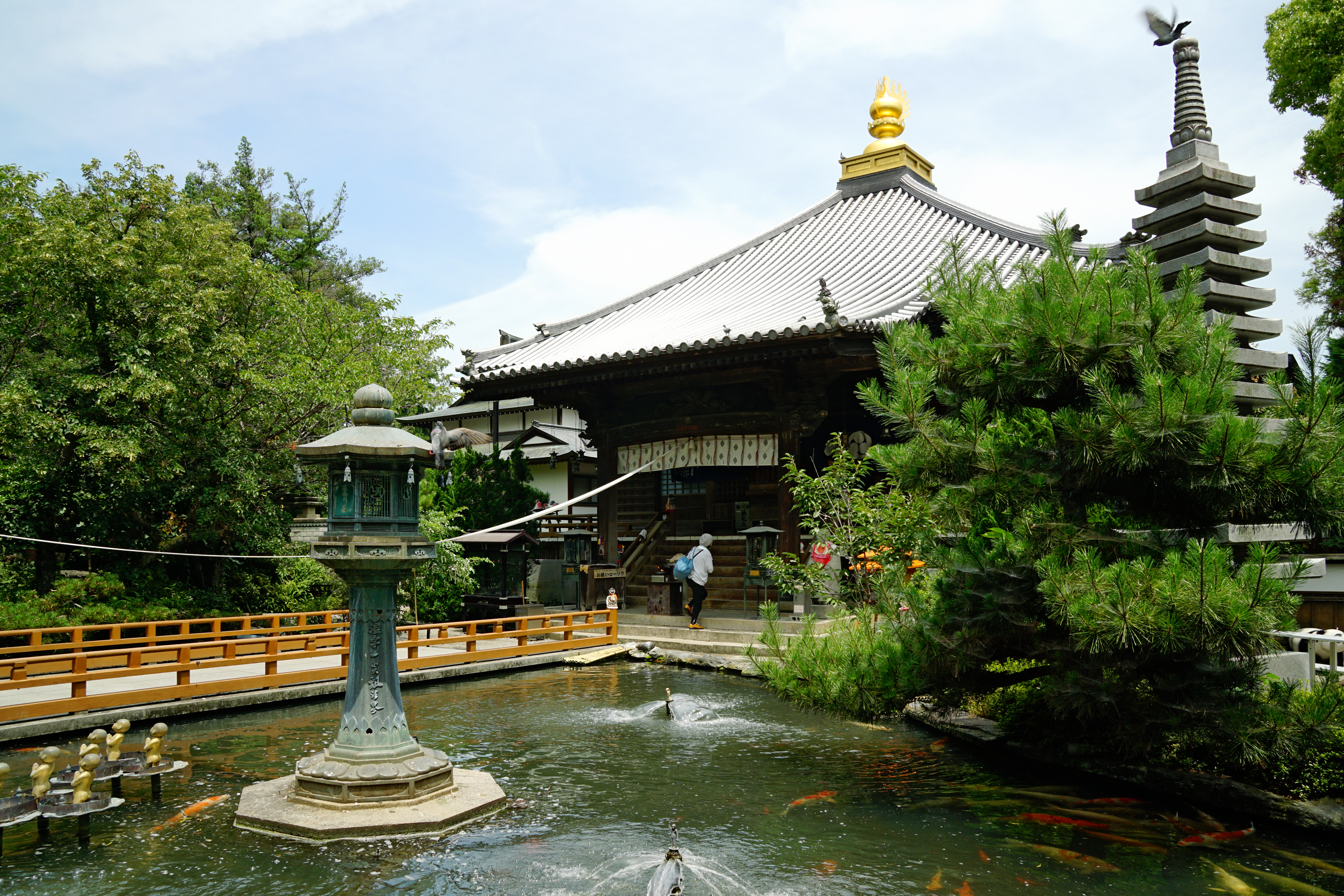
Ryōzen-ji w Naruto, początek szlaku pielgrzymki